# Solenidium
Solenidium é um género botânico pertencente à família das orquídeas (Orchidaceae). Foi proposto por John Lindley em Orchidaceae Lindenianae 15, em 1846, ao descrever a espécie tipo do gênero, o Solenidium racemosum. Seu nome genérico é uma referência aos cornos que existem no labelo de suas flores.

## Distribuição
Solenidium é composto por apenas três espécies epífitas, de crescimento cespitoso, naturais do norte sul-americano, duas ocorrem até o estado de Mato Grosso no Brasil, uma ocorre apenas no Equador.

## Descrição
São plantas de pequeno porte, com pseudobulbos alongados, lateralmente comprimidos, guarnecidos por Baínhas foliares, portando uma, raro duas, folhas apicais relativamente curtas, oblongadas ou liguladas. A inflorescência brota das axilas das Baínhas dos pseudobulbos, é racemosa, ereta e longa, comportando muitas flores.
As flores são pequenas. As sépalas e pétalas são livres, possuem pintas castanhas e muito se assemelham. O labelo séssil, plano e simples, na base alargado, apresenta lamelas paralelas com dois pequenos cornos erguidos em cuja extremidade, bem como a parte anterior e interna das carenas, são pubérulos e percorrem toda parte mediana do istmo do labelo, o qual então termina em lâmina bastante mais ampla. A coluna possui duas asas basais e extremidade denteada parcialmente projetando-se sobre a antera e contém duas polínias.
Duas espécies já estiveram subordinadas ao gênero Oncidium, com o qual muito se parecem.